# Parafia Narodzenia Najświętszej Maryi Panny w Chocianowicach
Parafia Narodzenia Najświętszej Maryi Panny – polska rzymskokatolicka parafia w Chocianowicach, należąca do dekanatu kluczborskiego w diecezji opolskiej.

## Historia parafii
Parafia w Chocianowicach wzmiankowana jest już w 1376 roku w rejestrze kościołów parafialnych prowadzonym przez Zakon Krzyżowców z Czerwoną Gwiazdą. Świątynia była wówczas drewniana i spłonęła podczas wojen husyckich w XV wieku. Po tych wydarzeniach aż do XVII wieku wieś nie posiadała własnego kościoła a terytorialnie należała do parafii w Kuniowie. W 1662 roku został wybudowany nowy, również drewniany kościół, jednak był on filialnym parafii w Kuniowie. Taki stan trwał do XIX wieku. W 1811 roku mieszkańcy Chocianowic wysyłają pismo do Urzędu Starostwa w Oleśnie (Chocianowice należały wówczas do powiatu oleskiego) o odłączeniu wsi od parafii w Kuniowie i utworzeniu nowej w Chocianowicach. Parafia jednak nie powstała, utworzona została dopiero 1 sierpnia 1905 roku. Rok wcześniej rozpoczęto budowę nowej plebanii. Pierwszym, po wielu latach, proboszczem został ksiądz Franciszek Fridrich. Następcą ks. Fridricha był ksiądz Ignacy Richter. Za jego czasów myślano o budowie nowego kościoła, bowiem świątynia z 1662 roku była niewystarczająca dla powiększającej się liczebnie parafii. Po II wojnie światowej, już w 1948 roku, nowy proboszcz, ksiądz Karol Bartyla, rozpoczął starania o budowę nowej świątyni. Jesienią 1957 roku otrzymano pozwolenie i w październiku tego roku rozpoczęto prace budowlane. 1 czerwca 1958 roku, ksiądz biskup Franciszek Jop, ordynariusz opolski poświęcił kamień węgielny, a w miejscu gdzie miał stanąć ołtarz postawiono krzyż. 22 listopada 1959 roku kościół został konsekrowany. W latach 1960–1961 wybudowano most przez staw łączący drogę ze świątynią. 
Od 2020 roku proboszczem parafii jest ks. Mariusz Radaczyński.